# Tikobra
Tikobra è uno dei nove comuni del dipartimento di M'Bout, situato nella regione di Gorgol in Mauritania. Contava 8.744 abitanti nel censimento della popolazione del 2000.